# 法拉齊胡
19°23′59″S 46°57′00″E / 19.39972°S 46.95000°E

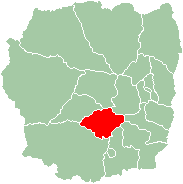

法拉齊胡，是馬達加斯加的城鎮，位於該國中部，由瓦卡南卡拉特拉負責管轄，是法拉齊胡區的首府，海拔高度1,720米，主要經濟活動是農業，2005年人口35,810人。